# Morzęcino
Morzęcino – wieś w Polsce położona w województwie dolnośląskim, w powiecie trzebnickim, w gminie Żmigród.

## Podział administracyjny
W latach 1975–1998 miejscowość administracyjnie należała do województwa wrocławskiego.

## Nazwa
W księdze łacińskiej Liber fundationis episcopatus Vratislaviensis (pol. Księga uposażeń biskupstwa wrocławskiego) spisanej za czasów biskupa Henryka z Wierzbna w latach 1295–1305 miejscowość wymieniona jest w zlatynizowanej formie Moranthino villa.
Miejscowość wymieniona jest  w opisie Śląska wydanym w 1787 roku w Brzegu: w języku polskim jako Marsencinno oraz pod zgermanizowaną nazwą Marentschine.